# Montreuil-sur-Lozon
Pour les articles homonymes, voir Montreuil.
Montreuil-sur-Lozon est une commune française, située dans le département de la Manche en région Normandie, peuplée de 345 habitants.

## Géographie

### Hydrographie
La commune est située dans le bassin Seine-Normandie. Elle est drainée par le Lozon, la Losque, l'Orogale, le bras le Lozon et un autre petit cours d'eau,.
Le Lozon, d'une longueur de 25 km, prend sa source dans la commune de Cametours et se jette  dans la Taute en limite de Marchésieux et de Tribehou, après avoir traversé dix communes. 

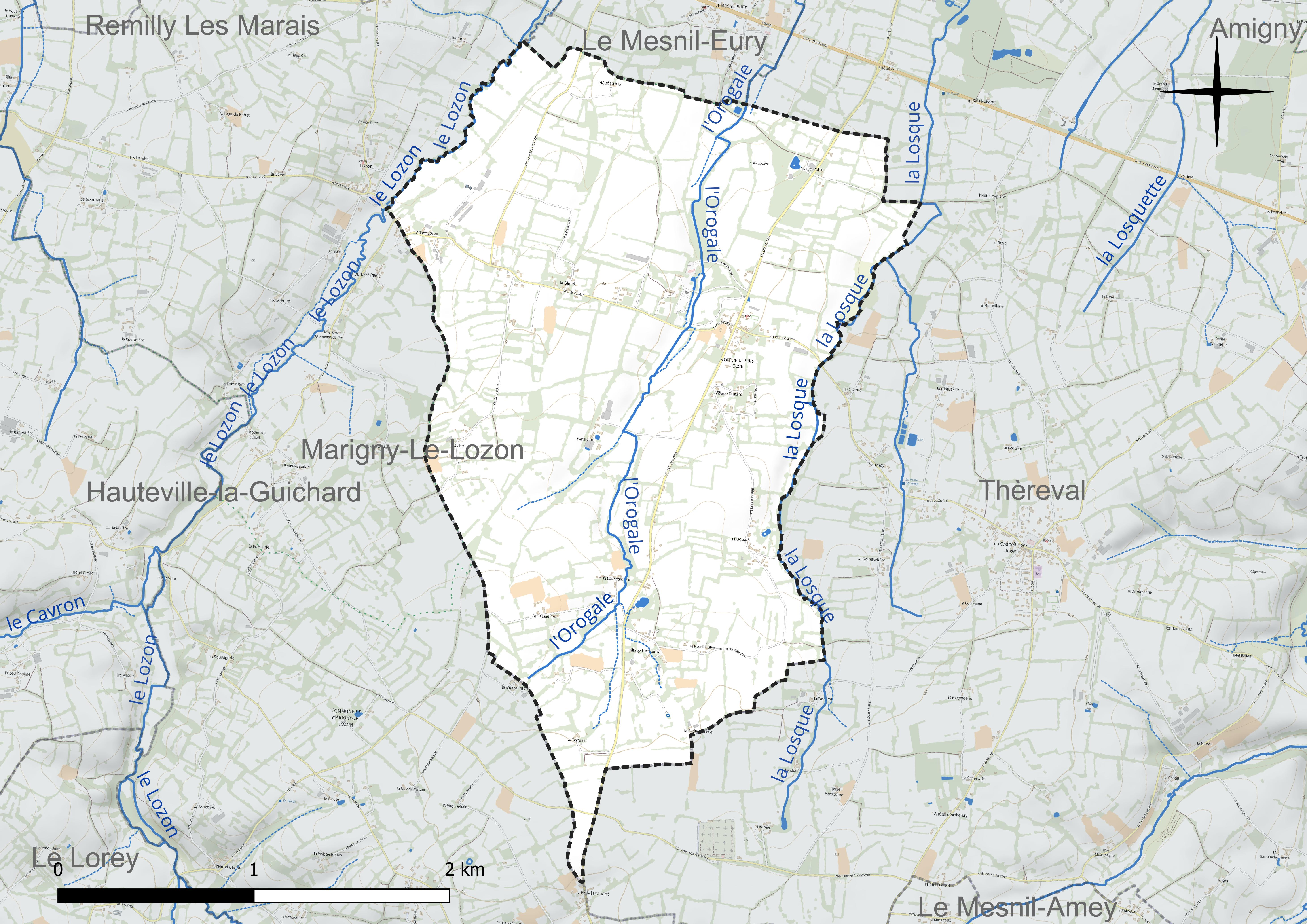
Réseau hydrographique de Montreuil-sur-Lozon.

### Climat
Pour des articles plus généraux, voir Climat de la Normandie et Climat de la Manche.
En 2010, le climat de la commune est de type climat océanique franc, selon une étude du CNRS s'appuyant sur une série de données couvrant la période 1971-2000. En 2020, Météo-France publie une typologie des climats de la France métropolitaine dans laquelle la commune est exposée à un climat océanique et est dans la région climatique  Normandie (Cotentin, Orne), caractérisée par une pluviométrie relativement élevée (850 mm/a) et un été frais (15,5 °C) et venté.
Pour la période 1971-2000, la température annuelle moyenne est de 10,8 °C, avec une amplitude thermique annuelle de 11,5 °C. Le cumul annuel moyen de précipitations est de 1 008 mm, avec 14,3 jours de précipitations en janvier et 8,1 jours en juillet. Pour la période 1991-2020, la température moyenne annuelle observée sur la station météorologique la plus proche, située sur la commune de Cerisy-la-Salle à 13 km à vol d'oiseau, est de 11,5 °C et le cumul annuel moyen de précipitations est de 1 112,5 mm,. Pour l'avenir, les paramètres climatiques de la commune estimés pour 2050 selon différents scénarios d’émission de gaz à effet de serre sont consultables sur un site dédié publié par Météo-France en novembre 2022.

## Urbanisme

### Typologie
Au 1er janvier 2024, Montreuil-sur-Lozon est catégorisée commune rurale à habitat dispersé, selon la nouvelle grille communale de densité à sept niveaux définie par l'Insee en 2022.
Elle est située hors unité urbaine. Par ailleurs la commune fait partie de l'aire d'attraction de Saint-Lô, dont elle est une commune de la couronne,. Cette aire, qui regroupe 63 communes, est catégorisée dans les aires de 50 000 à moins de 200 000 habitants,.

### Occupation des sols
L'occupation des sols de la commune, telle qu'elle ressort de la base de données européenne d’occupation biophysique des sols Corine Land Cover (CLC), est marquée par l'importance des territoires agricoles (99 % en 2018), une proportion identique à celle de 1990 (99 %). La répartition détaillée en 2018 est la suivante : prairies (74,9 %), terres arables (20,2 %), zones agricoles hétérogènes (3,9 %), zones urbanisées (1 %). L'évolution de l’occupation des sols de la commune et de ses infrastructures peut être observée sur les différentes représentations cartographiques du territoire : la carte de Cassini (XVIIIe siècle), la carte d'état-major (1820-1866) et les cartes ou photos aériennes de l'IGN pour la période actuelle (1950 à aujourd'hui).

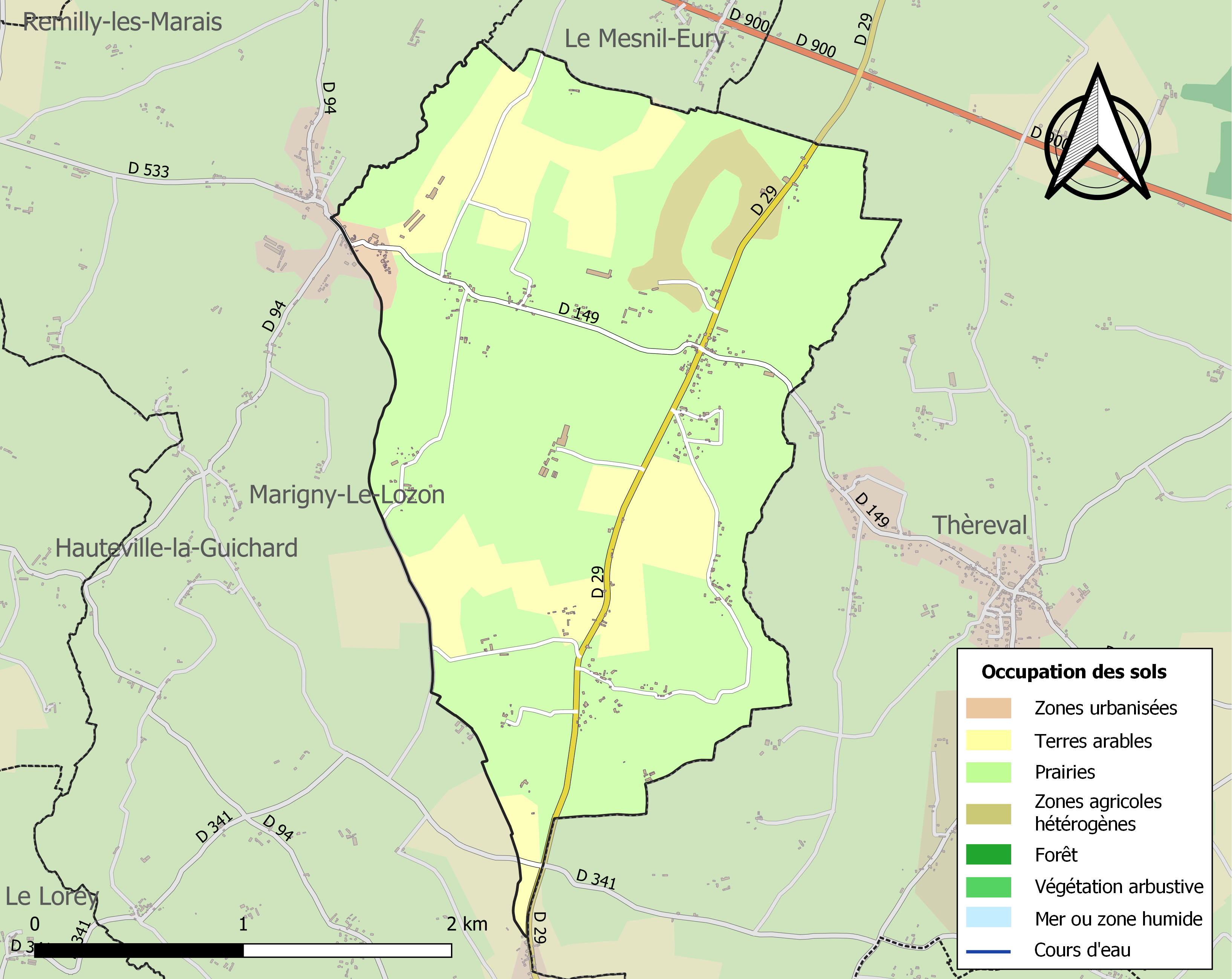
Carte des infrastructures et de l'occupation des sols de la commune en 2018 (CLC).

## Toponymie
Le nom de la localité est attesté sous les formes Mosterolum au XIIe siècle, Mosterol en 1198.
Montreuil, toponyme commun en France, est un terme d'ancien français Monstruel, issu du bas latin monasteriolum « petit monastère, église ».
Le suffixe -sur-Lozon est ajouté en 1962.
Le Lozon est un affluent de la Taute.

## Histoire
Le premier seigneur connu est Gilles de Montreuil, cité en 1198 pour rendre compte pro preglio de 10 livres à Robert du Trégoz (Troisgots), bailli de Cotentin.

## Politique et administration
| Période                                  | Période   | Identité    | Étiquette | Qualité    |
| ---------------------------------------- | --------- | ----------- | --------- | ---------- |
| 1995                                     | mars 2001 | Joël Lenoir |           |            |
| mars 2001                                | En cours  | Jean Auvray | SE        | Commercial |
| Les données manquantes sont à compléter. |           |             |           |            |

## Démographie
L'évolution du nombre d'habitants est connue à travers les recensements de la population effectués dans la commune depuis 1793. Pour les communes de moins de 10 000 habitants, une enquête de recensement portant sur toute la population est réalisée tous les cinq ans, les populations de référence des années intermédiaires étant quant à elles estimées par interpolation ou extrapolation. Pour la commune, le premier recensement exhaustif entrant dans le cadre du nouveau dispositif a été réalisé en 2004.
En 2022, la commune comptait 345 habitants, en évolution de +5,18 % par rapport à 2016 (Manche : −0,31 %, France hors Mayotte : +2,11 %).
| 1793 | 1800 | 1806 | 1821 | 1831 | 1836 | 1841 | 1846 | 1851 |
| ---- | ---- | ---- | ---- | ---- | ---- | ---- | ---- | ---- |
| 645  | 518  | 679  | 658  | 642  | 665  | 667  | 619  | 645  |

| 1856 | 1861 | 1866 | 1872 | 1876 | 1881 | 1886 | 1891 | 1896 |
| ---- | ---- | ---- | ---- | ---- | ---- | ---- | ---- | ---- |
| 607  | 556  | 567  | 502  | 532  | 475  | 456  | 404  | 401  |

| 1901 | 1906 | 1911 | 1921 | 1926 | 1931 | 1936 | 1946 | 1954 |
| ---- | ---- | ---- | ---- | ---- | ---- | ---- | ---- | ---- |
| 403  | 418  | 354  | 340  | 334  | 354  | 349  | 295  | 307  |

| 1962 | 1968 | 1975 | 1982 | 1990 | 1999 | 2004 | 2006 | 2009 |
| ---- | ---- | ---- | ---- | ---- | ---- | ---- | ---- | ---- |
| 294  | 278  | 237  | 265  | 242  | 239  | 258  | 263  | 289  |

| 2014 | 2019 | 2022 | - | - | - | - | - | - |
| ---- | ---- | ---- | - | - | - | - | - | - |
| 328  | 334  | 345  | - | - | - | - | - | - |

## Économie
La commune se situe dans la zone géographique des appellations d'origine protégée (AOP) beurre d'Isigny et crème d'Isigny.

## Lieux et monuments
- Église Notre-Dame (XVIe – XIXe siècles) à l'écart du village. Elle abrite un retable en pierre (XVe) représentant le massacre des Innocents et la Fuite en Égypte découvert à l'occasion de travaux en 1948, un christ en croix (XVIIe), les statues anges adorateurs (XVIIe), Vierge et saint Jean (XVe) classés au titre objet aux monuments historiques[25], un lutrin (XVIIe) et une verrière d'Adeline Hébert-Stevens (1956).
- Château de Montreuil (XVIIIe siècle). Totalement détruit en 1944, il est reconstruit dans les années 1950. À la fin du XIXe siècle, il entre dans la famille de La Loyère avec le mariage de Madeleine de Sainte-Marie d'Agneaux. Edma Gigault de Bellefonds (1846-1941) épouse en 1860 Georges de Sainte-Marie d'Agneaux, faisant passer le château de Montreuil à l'une des plus vieilles familles de la Manche[18].
- L'Arthurie (XVIIIe siècle).

## Héraldique
| Blason de Montreuil-sur-Lozon | Blason  | Tiercé en pairle renversé: au 1 de gueules à deux léopards d'or armés et lampassés d'azur l'un au-dessus de l'autre; au 2 de sinople à une rose des jardins tigée et feuillée d'argent; au 3 d'argent à trois fasces ondées d'azur et sur lesquelles broche un dessin de l'église du lieu, au naturel essorée de sable, en perspective dans le sens de la bande.                                             |
| Blason de Montreuil-sur-Lozon | Détails | Créé par JF Binon. Les trois vagues bleues évoquent les trois cours d’eau qui traversent le territoire : la Losque, l’Orogale et le Lozon. Le fond vert est justifié par le caractère rural du village. La rose blanche est un attribut de la Vierge Notre-Dame du Mont Carmel, sainte patronne des lieux. Les deux léopards d'or sur champ de gueules représentent les armoiries de la Normandie. Officiel. |